# アカシマアジ
アカシマアジ（赤縞味、学名：Anas cyanoptera）は、カモ目カモ科マガモ属に分類される鳥類の一種。

## 形態
カモ亜科の中では小型である。雄の成鳥は赤茶色の頭部と体に褐色の背、赤い虹彩、黒っぽい嘴を持つ。雌の成鳥は濃淡のある茶色の体、薄茶の頭部、褐色の虹彩と灰色の嘴を持ち、ミカヅキシマアジの雌とよく似ている。
北アメリカ西部と南アメリカの沼や池で繁殖する。通常、つがいは毎年新しく作られる。渡り鳥で、ほとんどは中央アメリカと南アメリカで越冬するが、ミカヅキシマアジほど遠くまで移動しない。水中に首を突っ込んだり逆立ちしたりしてえさをとり、ほとんど植物食だが軟体動物や水棲昆虫も食べる。

## 分布
- 南北アメリカ大陸（新北区、新熱帯区）に生息する。
- ユーラシア大陸（旧北区）のシマアジやコガモ類の類縁種。

## 亜種
- キタアカシマアジ A. c. septentrionalium Northern Cinnamon Teal
- ネッタイアカシマアジ A. c. tropica Tropical Cinnamon Teal
- ボレロアカシマアジ A. c. borreroi Borrero's Cinnamon Teal - 絶滅？
- アンデスアカシマアジ A. c. orinomus Andean Cinnamon Teal
- アルゼンチンアカシマアジ A. c. cyanoptera Argentine Cinnamon Teal

## 画像

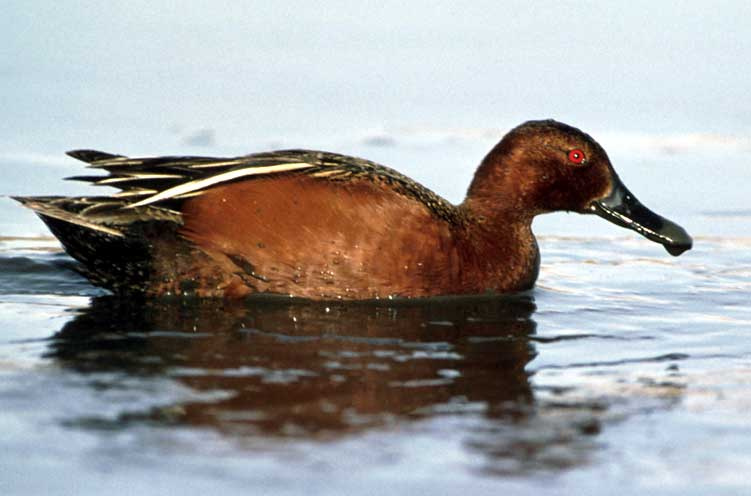
アカシマアジ